# 1719
Évszázadok: 17. század – 18. század – 19. század
Évtizedek: 1660-as évek – 1670-es évek – 1680-as évek – 1690-es évek – 1700-as évek – 1710-es évek – 1720-as évek – 1730-as évek – 1740-es évek – 1750-es évek – 1760-as évek
Évek: 1714 – 1715 – 1716 – 1717 –  1718 – 1719 – 1720 – 1721 – 1722 – 1723 – 1724

## Események

### Határozott dátumú események
- január 9. – A  négyes szövetség háborúja során Franciaország hadat üzen Spanyolországnak.[1]
- január 23. – VI. Károly német-római császár megalapítja a Liechtensteini Hercegséget a Német-római Birodalom keretében.[2]
- május 21. – III. Károly király Szegedet szabad királyi várossá nyilvánítja.[3]
- augusztus 19. - A franciák beveszik San Sebastiánt.[1]

### Határozatlan dátumú események
- A franciák megalapítják Nouvelle-Orléanst a Mississippi torkolatánál.[4]

## Az év témái

### 1719 az irodalomban
- április 25. – Megjelenik Daniel Defoe Robinson Crusoe című regénye.[5]
- december - II. Rákóczi Ferenc elkészül Confessiones (Vallomások) című munkájával.[6]

## Születések
- március 3. – Johann Lucas Kracker, cseh festő († 1779)
- szeptember 27. – Abraham Gotthelf Kästner, német matematikus és epigrammaíró († 1800)
- október 20. – Gottfried Achenwall német filozófus, történész, közgazdász, jogász és statisztikus († 1772)
- november 14. – Johann Georg Leopold Mozart, osztrák muzsikus, Wolfgang Amadeus Mozart apja († 1787)

## Halálozások
- január 31. – Vay Ádám, kuruc szenátor, II. Rákóczi Ferenc udvari főkapitánya (* 1657)
- március 13. – Johann Friedrich Böttger, német kémikus (* 1682)
- április 15. – Madame de Maintenon, márkinő (született Françoise d’Aubigné), XIV. Lajos francia király szeretője, majd titkos felesége (* 1635)
- június 17. – Joseph Addison, brit esszéista, újságíró (* 1672)
- szeptember 16. – Szörény Sándor, költő, történetíró (* 1664)
- december 31. – John Flamsteed angol csillagász, a Greenwichi Királyi Obszervatórium első királyi csillagásza (* 1646)

## Európai időjárás
Májustól júliusig nagyon meleg, aszály Észak-Németországban, főleg júniusban, vízhiány, vérhas.